# Alagôs
Alagôs ou alagoas (chamam-se idomas-nocus) são um grupo étnico que hoje habita os estado do Nassaraua, especialmente nas áreas de governo local de Doma, Queana, Obi, Awe e Assaiquio. Possuem afinidade com os idomas, gomeis e jucuns, e tal como os últimos, têm um sistema de realezas sagradas e ofícios políticos hereditários. Boa parte deles são fazendeiros de subsistência, cultivando sorgo, milho e milhete, bem como produzindo sal. Em ca. 1976, compreendiam 120 000 pessoas.